# Alen-oksidna ciklaza
Alen-oksidna ciklaza (EC 5.3.99.6) je enzim sa sistematskim imenom (9Z)-(13S)-12,13-epoksioktadeka-9,11,15-trienoat izomeraza (ciklizacija). Ovaj enzim katalizuje sledeću hemijsku reakciju
()-12,13-epoksioktadeka-9,11,15-trienoat {\displaystyle \rightleftharpoons } (15Z)-12-oksofito-10,15-dienoat
Alenski oksidi se formiraju dejstvom enzima EC 4.2.1.92, hidroperoksidne dehidrataze, i zatim se konvertuju u ciklopentenonske derivate.

## Literatura
- Nicholas C. Price; Lewis Stevens (1999). Fundamentals of Enzymology: The Cell and Molecular Biology of Catalytic Proteins (Third изд.). USA: Oxford University Press. ISBN 019850229X.
- Eric J. Toone (2006). Advances in Enzymology and Related Areas of Molecular Biology, Protein Evolution (Volume 75 изд.). Wiley-Interscience. ISBN 0471205036.
- Branden C; Tooze J. Introduction to Protein Structure. New York, NY: Garland Publishing. ISBN 0-8153-2305-0.
- Irwin H. Segel. Enzyme Kinetics: Behavior and Analysis of Rapid Equilibrium and Steady-State Enzyme Systems (Book 44 изд.). Wiley Classics Library. ISBN 0471303097.

## Spoljašnje veze
- Allene-oxide+cyclase на 